# Metaclisis verna
Metaclisis verna är en stekelart som beskrevs av Lubomir Masner 1981. Metaclisis verna ingår i släktet Metaclisis och familjen gallmyggesteklar. Inga underarter finns listade i Catalogue of Life.